# Луценко Михайло Миколайович
Михайло Миколайович Луценко (12 листопада 1909, місто Казалінськ Сирдар'їнської області, тепер місто Казали Кизилординської області, Казахстан — 2 грудня 1994, місто Москва, Російська Федерація) — радянський державний і партійний діяч, 1-й секретар Акмолінського обласного комітету КП(б) Казахстану, міністр сільського господарства Білоруської РСР. Депутат Верховної ради Казахської РСР 2-го скликання. Депутат Верховної ради СРСР 5-го скликання. Доцент.

## Біографія
З 1927 року працював агентом Новоросійського районого державного страхування.
У 1929—1932 роках — студент Алма-Атинського зооветеринарного інституту, здобув спеціальність зоотехніка-вівчара.
У 1932—1934 роках — асистент кафедри економіки та організації сільського господарства, заступник директора Алма-Атинського зооветеринарного інституту.
У 1934—1941 роках — старший науковий співробітник, заступник директора Науково-дослідного інституту економіки сільського господарства Казахської РСР.
Член ВКП(б) з 1941 року.
У 1941—1943 роках — начальник Управління тваринництва Народного комісаріату землеробства Казахської РСР.
У 1943—1945 роках — заступник завідувача відділу тваринництва ЦК КП(б) Казахстану.
У 1945 — лютому 1950 року — 1-й секретар Акмолінського обласного комітету КП(б) Казахстану.
7 лютого 1950 — липень 1957 року — заступник міністра сільського господарства СРСР — начальник Головного управління тваринництва Міністерства сільського господарства СРСР.
9 липня 1957 — 6 грудня 1961 року — міністр сільського господарства Білоруської РСР.
У 1964—1977 роках — начальник Головного управління тваринництва Міністерства сільського господарства СРСР.
З 1977 року — персональний пенсіонер у місті Москві.
Помер 2 грудня 1994 року в Москві.

## Нагороди
- орден Леніна
- орден Жовтневої Революції
- три ордени Трудового Червоного Прапора
- два ордени «Знак Пошани»
- медаль «За трудову доблесть»
- медалі